# Kloster Marienmünster (Kreis Höxter)
Kloster Marienmünster (Kreis Höxter) este o arie protejată (arie specială de conservare — SAC, sit de importanță comunitară — SCI) din Germania întinsă pe o suprafață de 0,53 ha, integral pe uscat.

## Localizare
Centrul sitului Kloster Marienmünster (Kreis Höxter) este situat la coordonatele 51°50′00″N 9°12′49″E / 51.8333°N 9.2136°E.

## Înființare
Situl Kloster Marienmünster (Kreis Höxter) a fost declarat sit de importanță comunitară în mai 2004 pentru a proteja 1 specie de animale. Situl a fost protejat și ca arie specială de conservare în decembrie 2005.

## Biodiversitate
Situată în ecoregiunea continentală, aria protejată nu include niciun habitat protejat.
La baza desemnării sitului se află o specie protejată de  mamifere: liliac comun (Myotis myotis).